# آرثر فولكنير
آرثر فولكنير (بالإنجليزية: Arthur Faulkner)‏ هو سياسي نيوزلندي، ولد في 20 نوفمبر 1921 في نيوزيلندا، وتوفي في 15 مايو 1985. حزبياً، نشط في حزب العمال النيوزيلندي. وقد انتخب عضو مجلس النواب النيوزيلندي.